# Prepona olympica
Prepona olympica är en fjärilsart som beskrevs av Anton Heinrich Fassl 1913. Prepona olympica ingår i släktet Prepona och familjen praktfjärilar. Inga underarter finns listade i Catalogue of Life.